# Эшструт, Натали

Натали фон Эшструт

Натали фон Эшструт (по мужу фон Кнобельдорф-Бренкенхоф) (нем. Nataly von Eschstruth; 17 мая 1860, Хофгайсмар, Гессен — 1 декабря 1939, Шверин) — германская писательница, популярная и плодовитая в своё время автор «семейных» романов и рассказов для иллюстрированных изданий.

## Биография
Родилась в семье гесеннского офицера, детство провела в Хофгайсмаре, образование получила в Марбурге и Берлине, где были опубликованы её первые стихи, в 1875 году поступил в школу для девочек в Невшателе, Швейцария, после чего отправилась путешествовать по Европе. В 1885 году после смерти матери переехала к сестре. В 1890 году вышла замуж за прусского майора Франца Кнобельсдорф-Бренкенхофа, с которым впоследствии переехала в Шверин, где тот нёс службу. В 1903 году её супруг скончался, и она переехала в Теплице, однако в 1933 году вернулась в Шверин. Писать романы и пьесы начала ещё в молодости и занималась этим до конца жизни. Многие её произведения в конце XIX и начале XX веков пользовались большой популярностью и выдержали несколько переизданий. Основным жанром её произведений были «женские романы для высшего класса общества».
Из её произведений, собранных в «Illustrierte Romane und Novellen» (3 серии) лучшим считалось «Gänseliesel» (1886). Отдельно вышли: «Pirmasenz, oder: Karl Augusts Brautfahrt» (1881); «Der kleine Rittmeister» (1882); «Die Ordre des Grafen v. Guise» (1884); «Wolfsburg» (1885); «Katz und Maus» (1886); «Gänseliesel» (1886); «Potpourri» (1887); «Der Irrgeist des Schlosses» (1887); «Humoresken» (1887); «Polnisch» (1887); «Wegekraut» (1887); «Die Erlkönigin, Zauberwasser» (1888); «Hasard» (1888); «Wandelbilder» (1888); «Verbotene Früchte u. a. Erzählungen» (1889); «Hoflust» (1889); «Sternschnuppen» (1890); «Zauberwasser» (1890); «Im Schellenhemd» (1891); «Der Mühlenprinz» (1891); «In Ungnade» (1891); «Komödie» (1892); «Scherben» (1893); «Ungleich» (1893); «Die Haidehexe und andere Novellen» (1894); «Von Gottes Gnaden» (1894); «Johannisfeuer» (1895) и другие.